# Railef
Railef, también mencionado como Raylef, Railén, Railefe o José María Railef (ca. 1799 - 2 de octubre de 1874) fue un cacique araucano originario de Chile, que tuvo una larga trayectoria como uno de los «indios amigos» que colaboraban con los ejércitos de la provincia de Buenos Aires contra los indígenas enemigos, especialmente los ranqueles.

## Su padre, Juan Railef
Participó de la Guerra a Muerte desde el año 1818, y acompañó al coronel Jorge Beauchef en las campañas de Valdivia y Chiloé. Era amigo y pariente del cacique Venancio Coñoepán. Pasó a la Argentina y se estableció en Tapalqué, como parte de los indios sometidos a los Catriel, al frente de algo más de ciento cuarenta lanceros. Se mantuvo varios años en paz.
La paz se rompió en  agosto de 1836, cuando al cacique huiliche Calfucurá atacó los toldos de Venancio Coñoepán y masacró a sus hombres de lanza y capitanejos. Entre ellos estaba el hijo mayor de Railef. En respuesta, el cacique reunió más de mil indios de lanza con los que atacó primeramente Salinas Grandes, donde estaban los toldos de Calfucurá y luego, con alrededor de mil setecientos hombres, en Bahía Blanca, donde pretendieron defender a Coñoepán del ataque de Calfucurá, aunque éste sólo se dejó masacrar. Railef había arreado algunas vacas, por lo que en su persecución fueron enviados los coroneles Narciso del Valle y Ramón Maza, quienes lograron arrebatarles los vacunos que llevaban, mientras Calfucurá los atacaba en el límite con Chile a principios de 1837, donde Railef resultó muerto.

## El cacique Railef
Seguramente participó con su padre en la guerra de independencia chilena, pero en 1824 se independizó de la autoridad paterna y se puso a órdenes de Coñoepán, Con el camino de regreso cerrado por los hermanos Pincheira, ofrecieron sus servicios como «indios amigos», participaron en la fundación de Bahía Blanca y se establecieron en Tapalqué, como vecinos de los Catriel y del cacique Cachul. Allí llegó a reunir 141 hombres de lanza, y formó un pequeño pueblo, con sembrados de maíz, porotos y papas. Participó en la campaña de Rosas al Desierto, y sirvió en la frontera de Tapalqué hasta mediados de 1845, junto con otros caciques como Collinao y Melinao. Al parecer formaron parte del grupo fundador de Bragado, y sus familias salieron de Tapalqué para instalarse en ese pueblo, donde su familia se hizo muy numerosa.
Tras la batalla de Caseros de 1852 sirvió al Estado de Buenos Aires, enfrentando a los ranqueles. En 1863 incorporó a su tropa los hombres de Melinao, recientemente muerto, dejando de lado a su hijo Ramón Luis Melinao. Participó en la fundación de Nueve de Julio, y al producirse la muerte de Melinao (hijo) quedó como líder indiscutido de los araucanos del oeste de la provincia de Buenos Aires. Pero en 1868 perdió una gran cantidad de lanceros por una epidemia, probablemente de viruela. Ese mismo año viajó a Buenos Aires, donde presentó al expresidente Bartolomé Mitre, a quien pidió ser exonerado del servicio, debido a que había servido con fidelidad desde 1827.
En el año 1873 pidió personalmente al arzobispo León Aneiros el bautismo, pero éste les mandó primero varios misioneros, para que instruyesen a sus hombres. Cuando los misioneros se marcharon, Railef los acompañó, pero se descompuso al llegar a Luján y murió unos días después, en la misma basílica de Luján.